# 보일링 포인트 (2021년 영화)
《보일링 포인트》(영어: Boiling Point)는 2021년에 개봉한 영국의 스릴러, 드라마 영화이다.
 필립 바랜티니가 감독을 필립 바랜티니와 제임스 커밍스가 각본을 맡았다.
 영국은 2021년 1월 7일에 대한민국은 2022년 8월 4일에 개봉되었다.

## 줄거리
런던의 고급 레스토랑의 셰프 앤디는 1년 중 가장 바쁜 크리스마스 매장 오픈전에

위생 관리관에게 환경평가를 받았지만 5점에서 3점으로 떨어지고

손님 맞을 준비를 점검하지만 부족한 것들이 보이는 상황에서 점점 끓어오르게 된다

매장을 오픈한 후 손님을 맞이하고 주문이 밀려들면서 정신없는 가운데 평론가로 

유명한 사람들이 방문하고 결국 직원들이 서로 싸우기까지 하는데...

## 출연진

### 주연
- 스테판 그레이엄 - 앤디 역
- 제이슨 플레밍

### 조연
- 레이 판타키 - 프리맨 역
- 비넷 로빈슨 - 칼리 역
- 말라치 커비 - 토니 역